# Bienenzaun

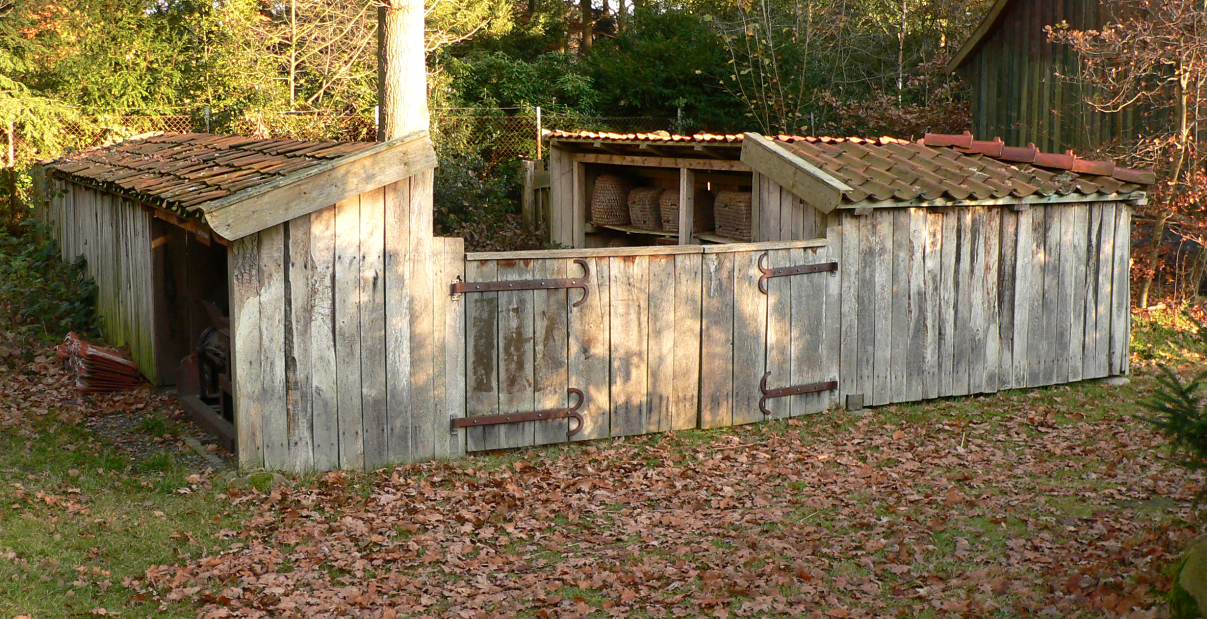
Niedriger Bienenzaun mit Bienenkörben am Heimathaus De Theeshof in Schneverdingen

Ein Bienenzaun (auch Immenzaun, Immentun oder Lagd) ist ein überdachter, halboffener  Bienenstand, in dem Imker (vorwiegend in Norddeutschland) früher ihre Bienenstöcke wettergeschützt aufstellten.

## Verbreitung
Bienenzäune waren das Ergebnis der Korb- und Heideimkerei im Gebiet der Lüneburger Heide. Imker vermehrten ihre Bienenvölker durch Schwärme auf mehrere hundert im Sommerhalbjahr, so dass ein erheblicher Platzbedarf zu ihrer Aufstellung bestand. Als in der zweiten Hälfte des 19. Jahrhunderts Heideflächen durch Aufforstung und Ackerbewirtschaftung verschwanden, ging diese spezielle Form der Bienenhaltung im norddeutschen Raum zurück. Nach dem Niedergang der norddeutschen Korb- und Heideimkerei übernahmen Bienenhäuser in ganz Deutschland diese Schutzfunktion. Bienenzäune sind Zeugen der historischen Korbimkerei, die über Jahrhunderte in der Lüneburger Heide Honig und Bienenwachs produzierte. Historische Anlagen oder deren Relikte lassen sich noch in der Nähe früherer Heideflächen finden. Heute werden neue Bienenzäune aus Gründen der Traditionspflege oder einer nachhaltigen Bewirtschaftung der Landschaft aufgestellt.

## Aufbau
Ein Bienenzaun war meist von einem Graben und einem Wall umgeben. Er besteht aus einem rund 2 m hohen Holzgerüst in Fachwerk, das entweder langgestreckt ist oder geschlossen im Viereck umläuft. Zugänglich ist das Bauwerk durch eine Tür oder ein Tor. Die Tiefe des „Zauns“ beträgt etwa 1–2 m. Die Seitenlänge kann bis zu 30 m betragen. Als Witterungsschutz sind die Rückseite und die Seitenflächen mit Brettern verkleidet. Als Regenschutz diente ein Dach, das in Stroh oder Ziegel ausgeführt war. Im Inneren des Bienenzauns wurden auf Holzbrettern (meist auf 2 Ebenen) regalähnlich die Bienenkörbe regensicher und weitgehend windgeschützt aufgestellt. Im Schnitt boten viereckige Bienenzäune Platz für 40 bis 60 Völker, in großen Anlagen war eine Aufstellung von 100 bis 200 Körben normal.

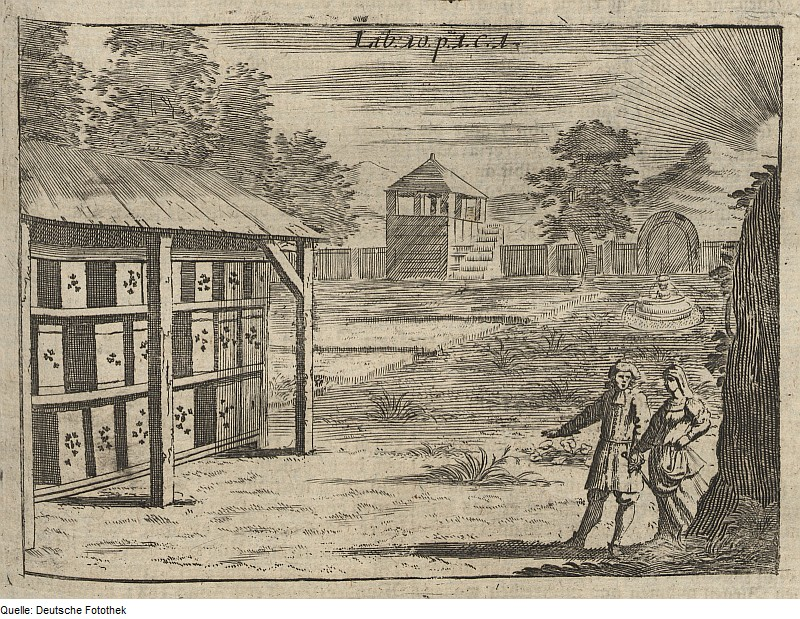
Historische Darstellung eines Bienenzauns, 1695
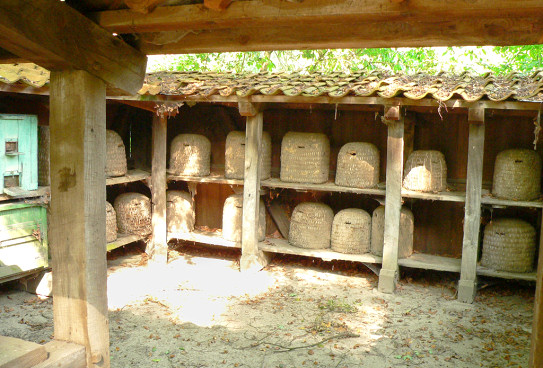
Bienenzaun mit Bienenkörben im Heidemuseum Walsrode
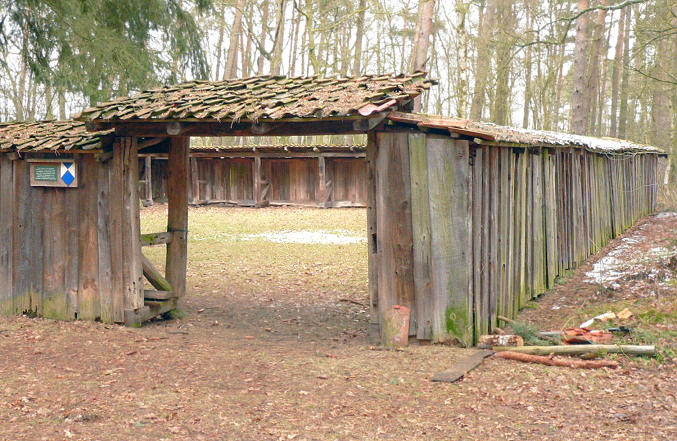
Geschlossener Bienenzaun als Kulturdenkmal bei Burgwedel-Fuhrberg
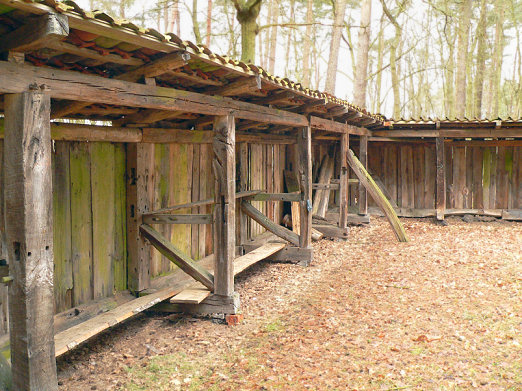
Das Innere der leerstehenden Anlage bei Burgwedel-Fuhrberg mit 2 Etagen für Bienenkörbe
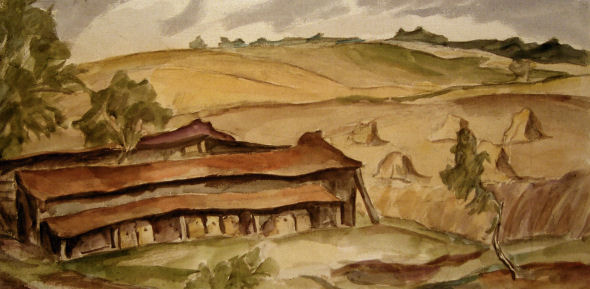
Bienenzaun bei Rehlingen (Aquarell von Erwin Vollmer, um 1940)
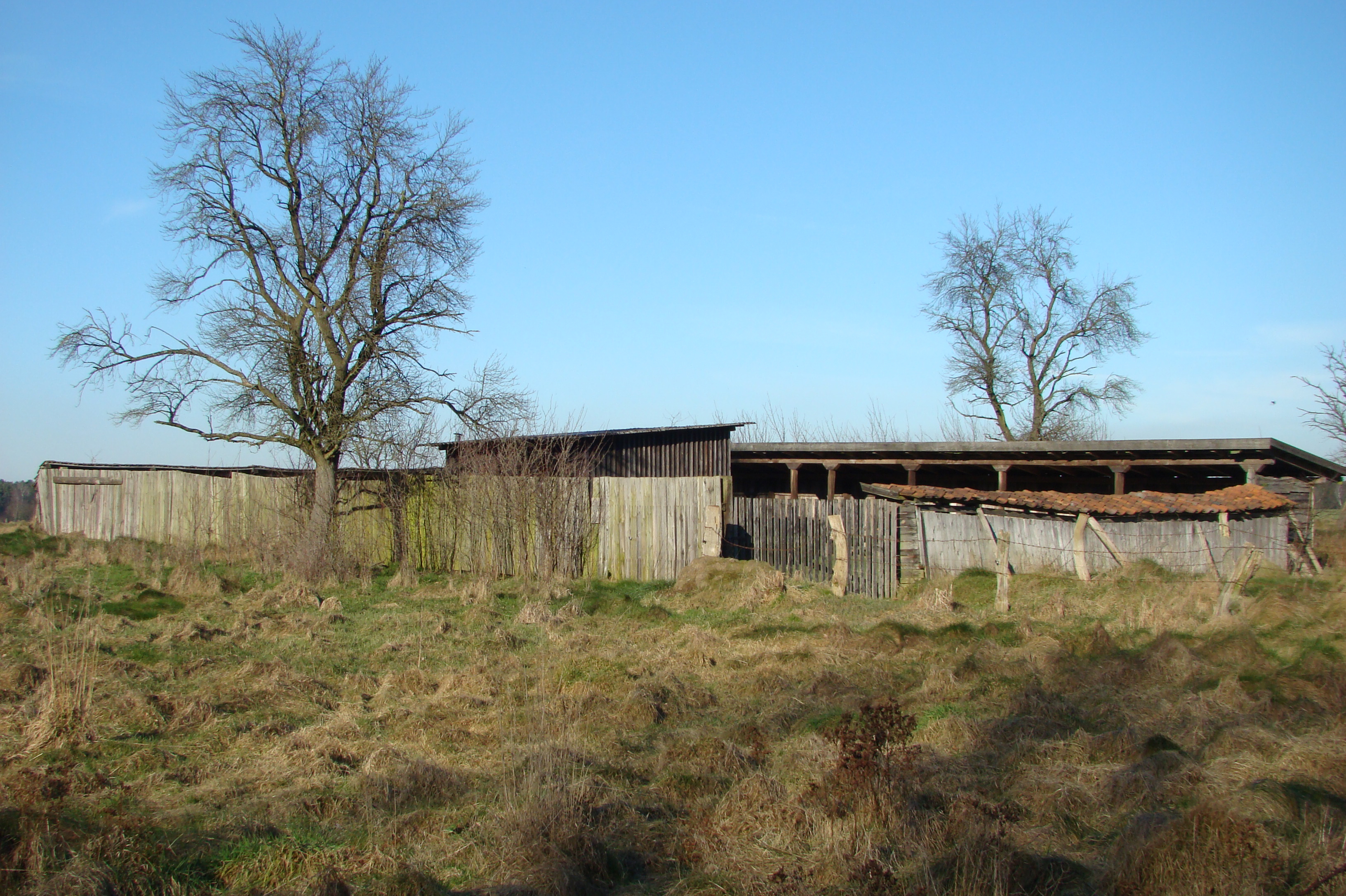
In der Denkmalliste Niedersachsen aufgeführter Bienenzaun in der Südheide.
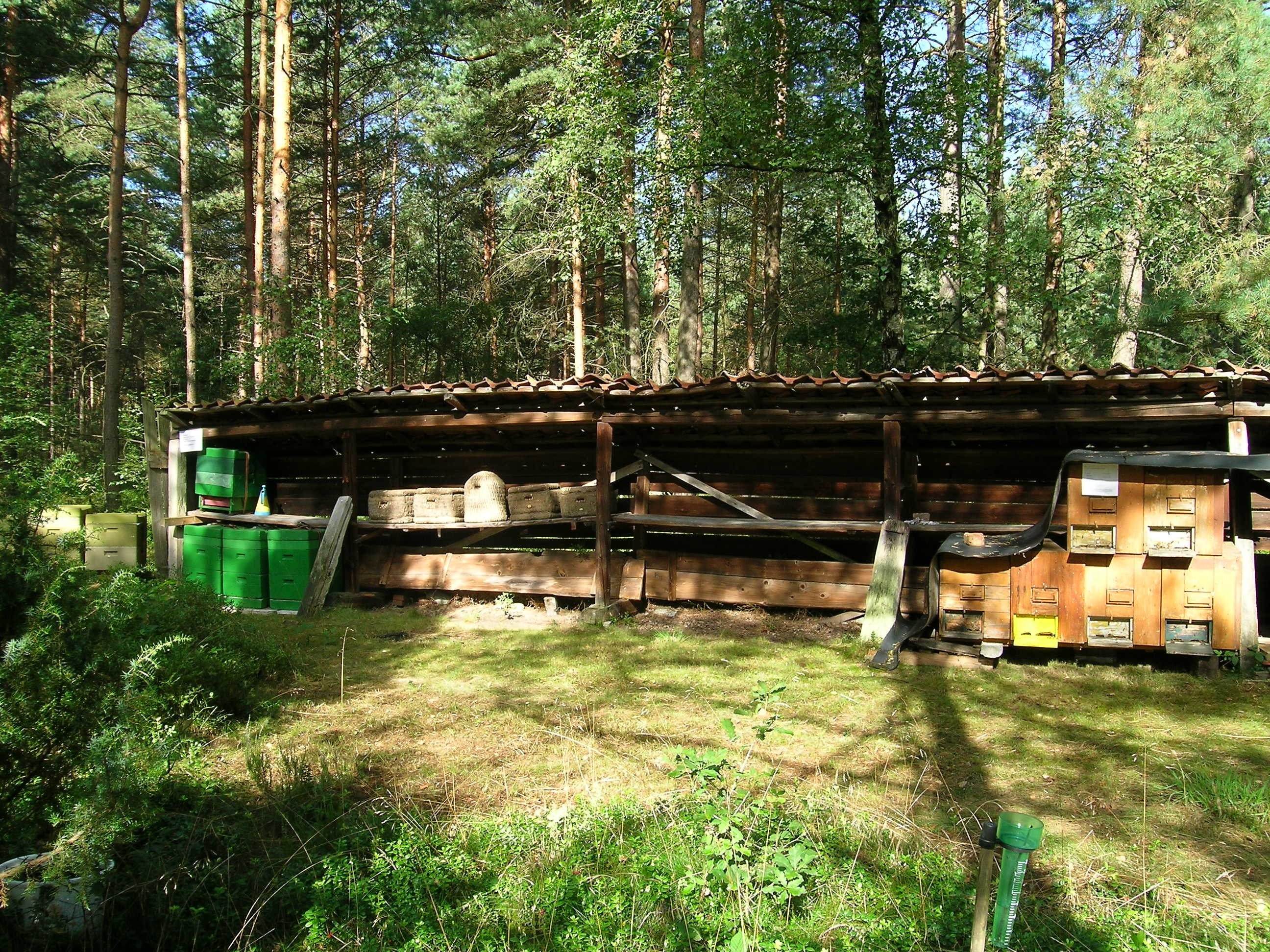
Bienenstand in der Südheide mit Kunststoff-Kästen, Kanitzkörben, einem Lüneburger Stülper und Holzkästen (von links)

## Vorgänger
Vorgänger des Bienenzauns war in seiner Urform die „Erdlie“. Dabei standen die Bienenkörbe auf einem Eichenbrett, das auf dem Boden lag. Darüber wurde als Regenschutz ein schräg stehendes Lattendach für eine Seite errichtet. Dies wurde mit Heideplaggen (oberste Erdschicht) bedeckt.